# Bubeneč
Bubeneč est un quartier pragois sur la rive gauche de la Vltava. Il englobe toute l'île impériale  et la réserve naturelle Stromovka. La plus grande partie de Bubeneč appartient à l'arrondissement de Prague 6, tandis que le reste appartient à l'arrondissement de Prague 7.

## Histoire

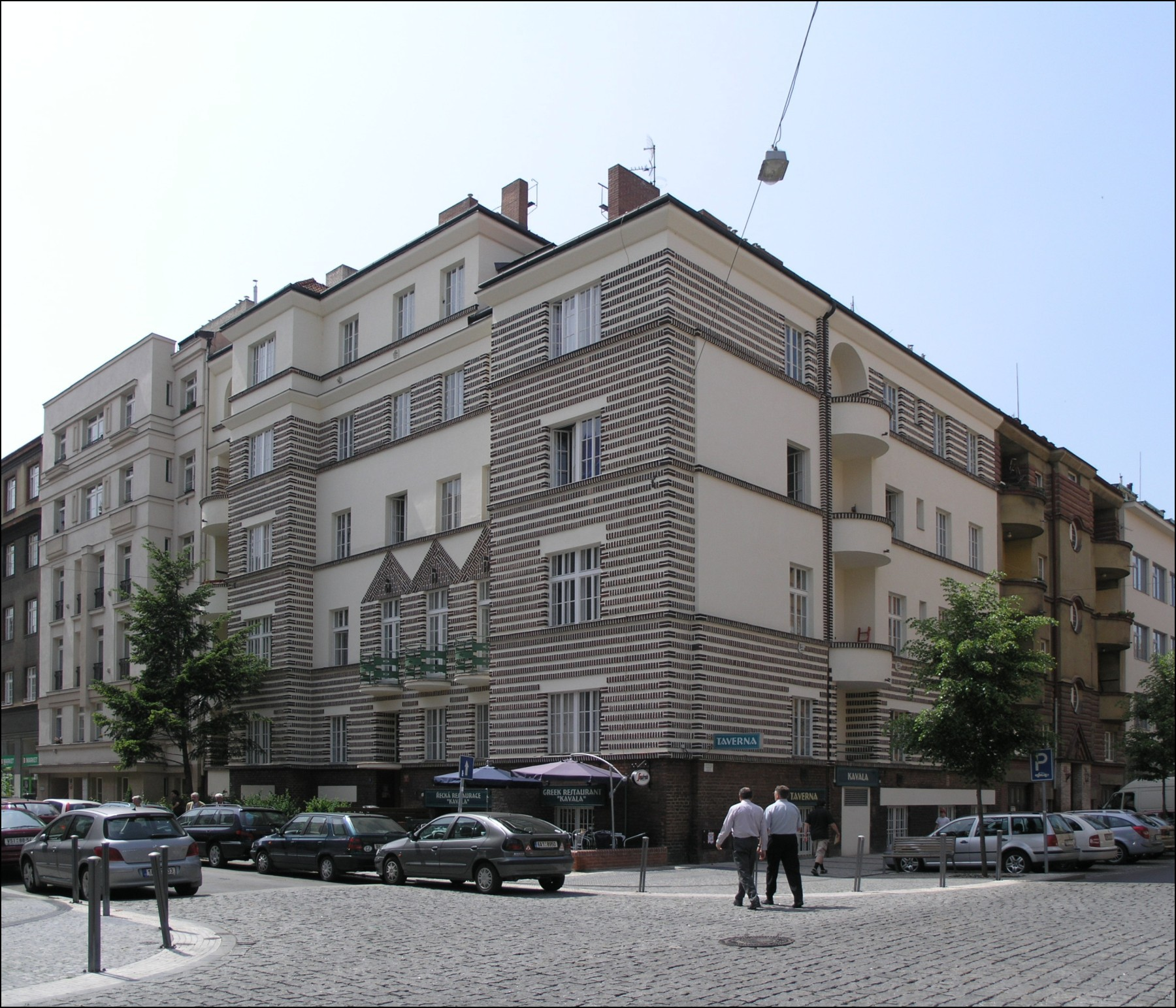
Bubeneč

La première référence à Bubeneč, auparavant nommé Ovenec, date de 1197. C'est le 26 septembre 1904 que la commune de Bubeneč obtient le statut de ville et son propose blason. 
L'origine du nom actuel Bubeneč n'est pas certaine. On a proposé la prononciation allemande (Bubentsch) du tchèque Vovenec ou une dérivation du nom d'une commune proche Bubny.
Bubeneč est rattachée à Prague le 1er janvier 1922 selon la loi 114/1920 Sb sur l'extension de Prague.
Le planétarium de Prague, ouvert en 1960, se trouve à Bubeneč.

## Quartier résidentiel
Ce quartier contient de nombreuses villas, dont quelques-unes sont devenues aujourd'hui des ambassades.

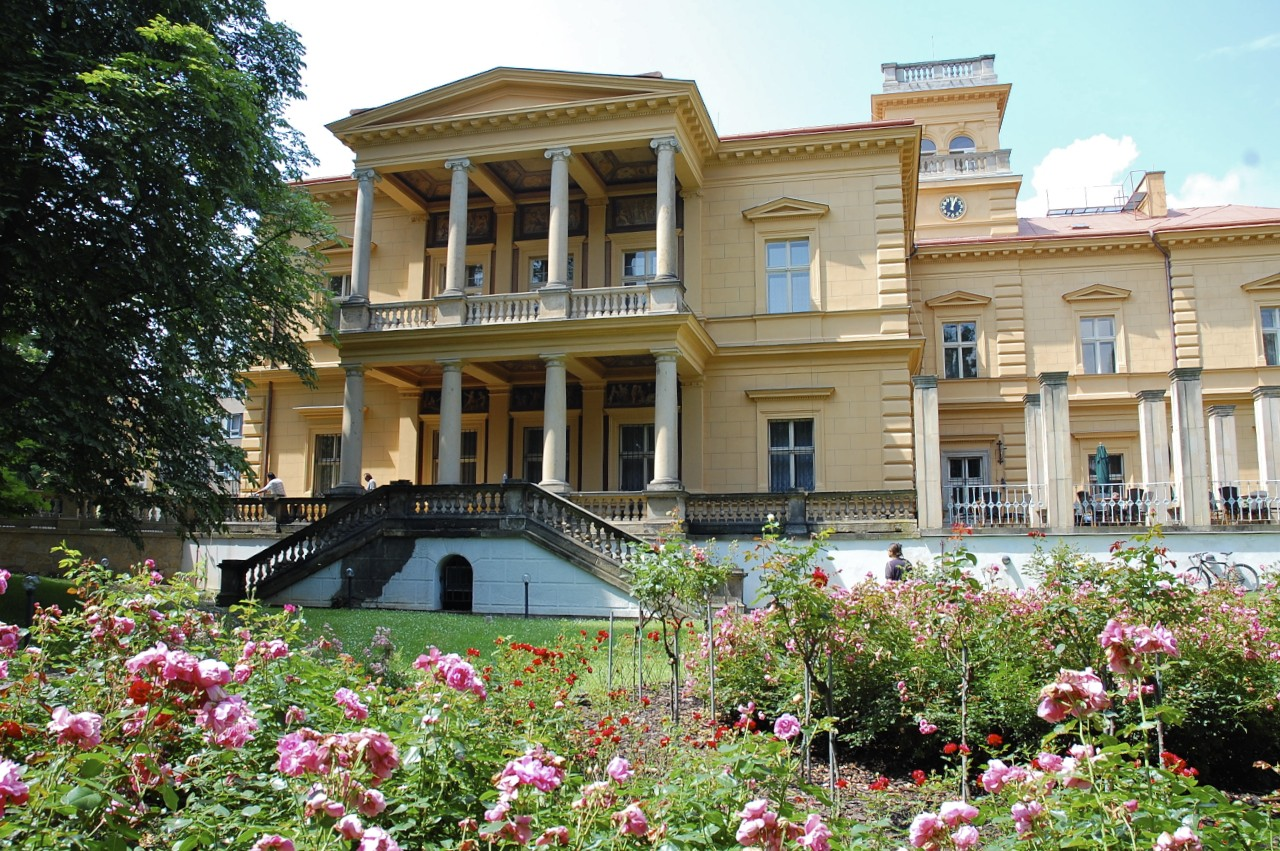
La villa Lanna.